# Puya mariae
Puya mariae är en gräsväxtart som beskrevs av Lyman Bradford Smith. Puya mariae ingår i släktet Puya och familjen Bromeliaceae. Inga underarter finns listade i Catalogue of Life.